# Henry Périer
Henry Périer est un critique d'art français, docteur en Histoire de l'Art et commissaire d'expositions indépendant.
Il est le biographe de Pierre Restany, le critique théoricien, fondateur du mouvement du Nouveau Réalisme (Arman, César, Raymond Hains, Yves Klein, Niki de Saint Phalle, Jacques Villeglé, etc.).
Commissaire de l'Année de la Chine en France, en 2004, il organise une exposition réunissant 39 artistes contemporains chinois (Zhang Xiaogang, Wang Keping, Wang Guangyi, Yue Minjun, Fang Lijun, Yang Shaobin, etc.) au musée d'art contemporain [mac] de Marseille. Conseiller scientifique de la rétrospective Zeng Fanzhi au Musée d'Art moderne de la Ville de Paris (18 octobre 2013 - 16 février 2014).